# Москвин, Иван Михайлович (партийный деятель)
Иван Михайлович Москви́н (16(28) января 1890, Тверь — 27 ноября 1937 года) — российский революционер, большевик; советский партийно-государственный деятель, один из руководителей аппарата ЦК ВКП(б). В 1937 году арестован и расстрелян. После смерти Сталина реабилитирован.

## Биография

### Ранние годы
Родился в семье мелкого служащего. Окончил Тверскую гимназию. Учился в Петербургском горном институте (не окончил).

### Революционер
С 1911 года — член РСДРП(б), на подпольной партийной работе. В 1912—1914 годах — член Петербургского комитета РСДРП.

### Партийный руководитель
С 1917 года на партийной работе в Петрограде, член Петроградского городского комитета РСДРП(б)—РКП(б). С 1921 года — заведующий отделом Петроградского губернского комитета РКП(б), заместитель секретаря Северо-Западного бюро ЦК РКП(б). В 1924—1926 годах — секретарь Северо-Западного бюро РКП(б)—ВКП(б), одновременно заведующий организационным отделом Северо-Западного бюро РКП(б)—ВКП(б). С 1926 года в аппарате ЦК ВКП(б).
Являясь секретарём Севзапбюро ЦК, был вторым человеком в Петрограде после Зиновьева. Не любил и презирал Зиновьева. Вместе с крупными ленинградскими партработниками Лобовым и Колацким выступил против Зиновьева и его сторонников во внутрипартийной борьбе, то есть являлся участником борьбы с троцкистско-зиновьевской оппозицией.
С марта 1926 года по январь 1930 года — заведующий Организационно-распределительным отделом ЦК ВКП(б). В этом период в его подчинении начал работать Н. И. Ежов. В январе-ноябре 1930 года — заведующий Распределительным отделом ЦК, затем Отделом административно-хозяйственных и профсоюзных кадров ЦК ВКП(б). С декабря 1927 года являлся членом Оргбюро ЦК ВКП(б) (по январь 1934 года) и кандидатом в члены Секретариата ЦК ВКП(б) (по октябрь 1932 года)
С ноября 1930 года по февраль 1932 года — заместитель председателя ВСНХ СССР — начальник сектора кадров ВСНХ СССР. С февраля 1932 года по 1935 год — начальник сектора кадров Народного комиссариата тяжёлой промышленности СССР. С 1935 года — на ответственной работе в аппарате Комиссии советского контроля при СНК СССР.
В 1923—1927 годах — кандидат в члены ЦК РКП(б)—ВКП(б). В 1927—1934 годах член ЦК ВКП(б). С 1934 года — член Комиссии советского контроля при СНК СССР.

### Арест и гибель
Арестован 14 июня 1937 года. 28 июня 1937 года постановлением Политбюро ЦК ВКП(б) выведен из состава Комиссии советского контроля и исключён из партии. 27 ноября 1937 года расстрелян.
После смерти Сталина посмертно реабилитирован (17 июля 1956 года) и восстановлен в партии.

## Семья
Жена — Софья Александровна Доллер (1887—1938, в первом браке была замужем за Глебом Бокием), из семьи народовольцев Александра Ивановича Доллера (1860—1893) и Софьи Наумовны Шехтер (1856—1920).
Приёмная дочь — Оксана Ивановна Бокий (1916—1938), жена писателя Льва Разгона.

## Любопытные факты
- До 1917 года, в отличие от большинства других революционеров-подпольщиков, ни разу не был арестован[2].
- Был латинистом, любил латинский язык, «свободно разговаривал по латыни»[2].